# Ctenophorus fordi
Ctenophorus fordi là một loài thằn lằn trong họ Agamidae. Loài này được Storr mô tả khoa học đầu tiên năm 1965.